# Seoul Pabal FC
Seoul Pabal FC war ein Fußballfranchise aus der Stadt Seoul in Südkorea. Der Verein nahm von 2007 bis 2009 an der K3 League teil, ehe er aufgrund eines Korruptionsskandals aus der K3 League verbannt wurde.

## Geschichte
Seoul Pabal FC wurde 2007 unter den Namen Eunpyeong Chung-goo Sungshim Hospital FC gegründet und trat der K3 League bei. Als erster Trainer des Vereins wurde Bae Hyeong-ryeol vorgestellt.
In ihrer ersten Saison 2007 beendete der Verein die Saison auf den vorletzten Platz mit nur 11 Punkten. In der darauffolgenden Saison nannte sich der Verein in Seoul Pabal FC um. 2008 verbesserte sich der Verein auf Platz 12 von 16 Mannschaften. 2009 wurde die K3 League von einem Korruptionsskandal von Seoul Pabal FC überschattet. Mitten in der Saison wurden Spieler des Vereins von der Polizei festgenommen und wegen Korruption verurteilt. Als Konsequenz daraus schloss der K3 League-Verband den Verein in der laufenden 2009-Saison aus. Kurz darauf löste sich der Verein auf.

### Historie-Übersicht
| Saison | Liga      | Kl. | Vereine | Spiele | Pl. | S | U | N  | Tore  | Pkt. | KFA Cup            | K3-League-Play-Off | Trainer          |
| 2007   | K3 League | 4   | 10      | 18     | 9.  | 3 | 2 | 13 | 18:38 | 11   | keine Teilnahme    | Nicht Qualifiziert | Bae Hyeong-ryeol |
| 2008   | K3 League | 4   | 16      | 29     | 12. | 8 | 5 | 16 | 60:73 | 29   | Nicht Qualifiziert | Nicht Qualifiziert | Bae Hyeong-ryeol |

## Stadion
| Stadion | Name                 | Eigentümer                     | Eröffnung | Nutzungszeitraum | Nutzungszeitraum |
| Stadion | Name                 | Eigentümer                     | Eröffnung | Von              | Bis              |
| ------- | -------------------- | ------------------------------ | --------- | ---------------- | ---------------- |
|         | Eunpyeong-Sportplatz | Bezirksverwaltung Eunpyeong-gu | n. b.     | 2007             | 2008             |